# کاوازاکی نینجا اچ۲
کاوازاکی نینجا اچ۲ (انگلیسی: Kawasaki Ninja H2) یک موتورسیکلت سوپراسپرت، چهارزمانه، چهار سیلندر، سوپرشارژر ۹۹۸ سی‌سی در سری موتور اسپرت ورزشی نینجا است که توسط کمپانی کاوازاکی در سال ۲۰۱۵ معرفی شد.

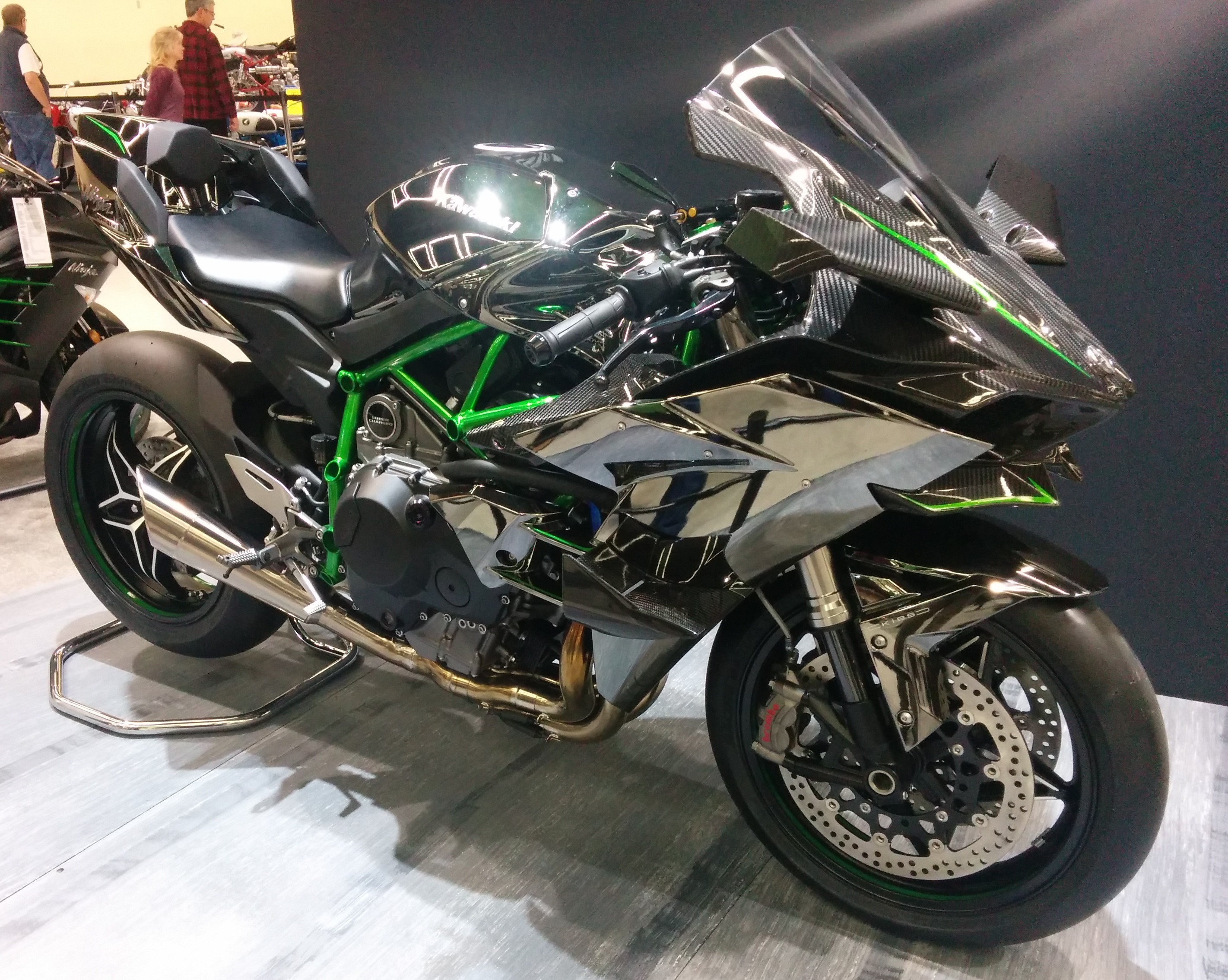
نینجا اچ‌توآر

مدل نینجا اچ‌توآر (انگلیسی: Ninja H2R) آن برای پیست ساخته شده ولی بدلیل داشتن لاستیک هایی با عاج های بلند در جاره هم قابل استفاده بوده، سریع‌ترین و قوی‌ترین موتورسیکلت تولیدی در بازار است که حداکثر قدرت تا ۳۲۶ اسب بخار (۲۴۳ کیلووات) و سرعت ۴۰۰ کیلومتر در ساعت تولید شد. اچ۲آر ۵۰ درصد قدرت بیشتری نسبت به سریعترین موتورسیکلت‌های قانونی خیابانی دارد، در حالی که نینجا اچ۲ موتور قانونی خیابانی دارای قدرت خروجی کمتر ۲۰۰ اسب بخار (۱۵۰ کیلووات) با سرعت ۳۲۰ کیلومتر در ساعت است.